# Hippolyte de Belley
Pour les articles homonymes, voir Belley (homonymie).
Hippolyte de Belley (v. 686 - † 769) est un saint catholique et un évêque de Belley du VIIIe siècle. Il est célébré le 20 novembre,.

## Histoire et tradition
Né vers 686 en Bourgogne transjurane, il part très jeune au monastère de Condat où il est remarqué pour sa grande piété et son austérité. À la mort d'Aufred, il lui succède sur le siège de cette abbaye, puis il obtient celui de l'évêché de Belley après le décès d'Ansemonde en 755. Décrit comme « attentif aux pauvres, visitant les ladreries (léproseries), les hôpitaux et les prisons », il vit dans son palais de Belley comme il le faisait dans sa cellule. Il a les faveurs de Pépin le Bref, ce qui lui permet d'agrandir le Condat, puis de Charlemagne qui lui fait don de plusieurs propriétés considérables en Champagne, en Bourgogne et en Bretagne.
Décédé à un âge avancé, il fut enseveli aux côtés de saint Oyend et de saint Claude à Condat.